# 프리모르스카야역
프리모르스카야역(러시아어: Приморская)은 러시아 상트페테르부르크 시에 있는 상트페테르부르크 지하철 넵스코 바실레오스트롭스카야 선의 역이다.
1979년 9월 28일에 개통되었다. 프리모르스카야 역 건물 내에는 지하철 박물관과 메트로폴리탄 카페도 있다.

## 지리
바실리옙스키 섬에 위치한 이 역은 지역 이웃들의 확장과 일치하도록 설계되었다. 냉전 시대에 건설된 많은 역들과 마찬가지로, 그것은 낙진 대피소로 활용하기 위해 두 배로 확장시켜 설계되었다. 역의 지하 부분은 에스컬레이터를 몇 미터 앞두고 문 폭이 넓은 것을 특징으로 한다.

## 역 주변
시 최초의 묘지인 노보스몰렌스카야 묘지와 가까운 곳에 있다.